# Solanum lyratum
Solanum lyratum là loài thực vật có hoa trong họ Cà. Loài này được Thunb. miêu tả khoa học đầu tiên năm 1784.